# Saint-Vidal
Saint-Vidal é uma comuna francesa na região administrativa de Auvérnia-Ródano-Alpes, no departamento de Alto Loire. Estende-se por uma área de 7,78 km². Em 2010 a comuna tinha 619 habitantes (densidade: 79,6 hab./km²).